# Prowizoryczna Irlandzka Armia Republikańska
Prowizoryczna Irlandzka Armia Republikańska (ang. Provisional Irish Republican Army, PIRA, irl. IRA Sealadach) – separatystyczna i republikańska organizacja terrorystyczna z Irlandii Północnej.

## Historia

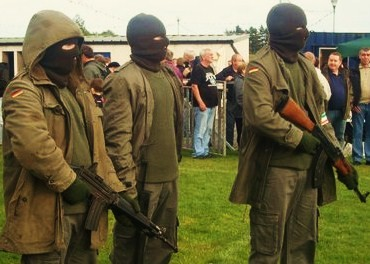
Członkowie PIRA we wsi Gallbaly

W grudniu 1969 roku oddzieliła się od głównego nurtu Irlandzkiej Armii Republikańskiej (IRA). Naczelnym organem PIRA była Rada Armii. PIRA była wiodącym ruchem zbrojnym irlandzkich republikanów. Miała na koncie liczne zamachy bombowe, porwania i rabunki. Skrzydłem politycznym organizacji była partia Sinn Féin. 
Zwalczała Oficjalną Irlandzką Armię Republikańską (OIRA). Członkowie obu grup sporadycznie walczyli ze sobą, choć zdarzało się im też współpracować. Związana była natomiast sojuszem z Irlandzką Narodową Armią Wyzwoleńczą (INLA). W ramach sojuszu członkowie PIRA rozbili w 1992 roku Organizację Wyzwolenia Ludu Irlandzkiego (IPLO), będącą przeciwniczką INLA.
W 1972 roku podjęła się utajonych rozmów z rządem Wielkiej Brytanii. W czerwcu tego samego roku ogłosiła rozejm. Wygasł on już 10 lipca, władze brytyjskie nie zgadzały się bowiem na żaden kompromis. Drugie zawieszenie broni PIRA ogłosiła w 1975 roku, tym razem przetrwało ono siedem miesięcy. 
W 1983 roku kierownictwo Sinn Féin przejęła frakcja „realos” (Gerry Adams), postulująca łączenie walki zbrojnej i wyborczej, co wpłynęło na uelastycznienie stanowiska PIRA. W 1994 roku Rada Armii poparła inicjatywę rozmów pokojowych Sinn Féin z rządem brytyjskim oraz ogłosiła zawieszenie broni na czas nieokreślony. Po dwóch latach wznowiła zbrojną działalność. 19 lipca 1997 roku przywróciła zawieszenie broni, w tym samym czasie prowadzone były wielostronne negocjacje pokojowe, które w kwietniu 1998 roku doprowadziły do podpisania porozumienia wielkopiątkowego. 23 października 2001 roku PIRA ogłosiła całkowite rozbrojenie, nie przedstawiając jednak żadnych dowodów na jego dokonanie. Grupa zaprzestała działalności militarnej, jej członkowie kontynuowali działalność przestępczą. 28 lipca 2005 roku PIRA oficjalnie ogłosiła zakończenie działalności zbrojnej i zapowiedziała kontynuowanie walki tylko metodami politycznymi. We wrześniu 2005 roku zakończył się proces rozbrojenia PIRA kontrolowany przez Międzynarodową Niezależną Komisję Rozbrojeniową.
W następstwie rozłamów w PIRA powstały ugrupowania Kontynuacja Irlandzkiej Armii Republikańskiej (CIRA) i Prawdziwa Irlandzka Armia Republikańska (RIRA).

## Wybrane zamachy przeprowadzone przez grupę

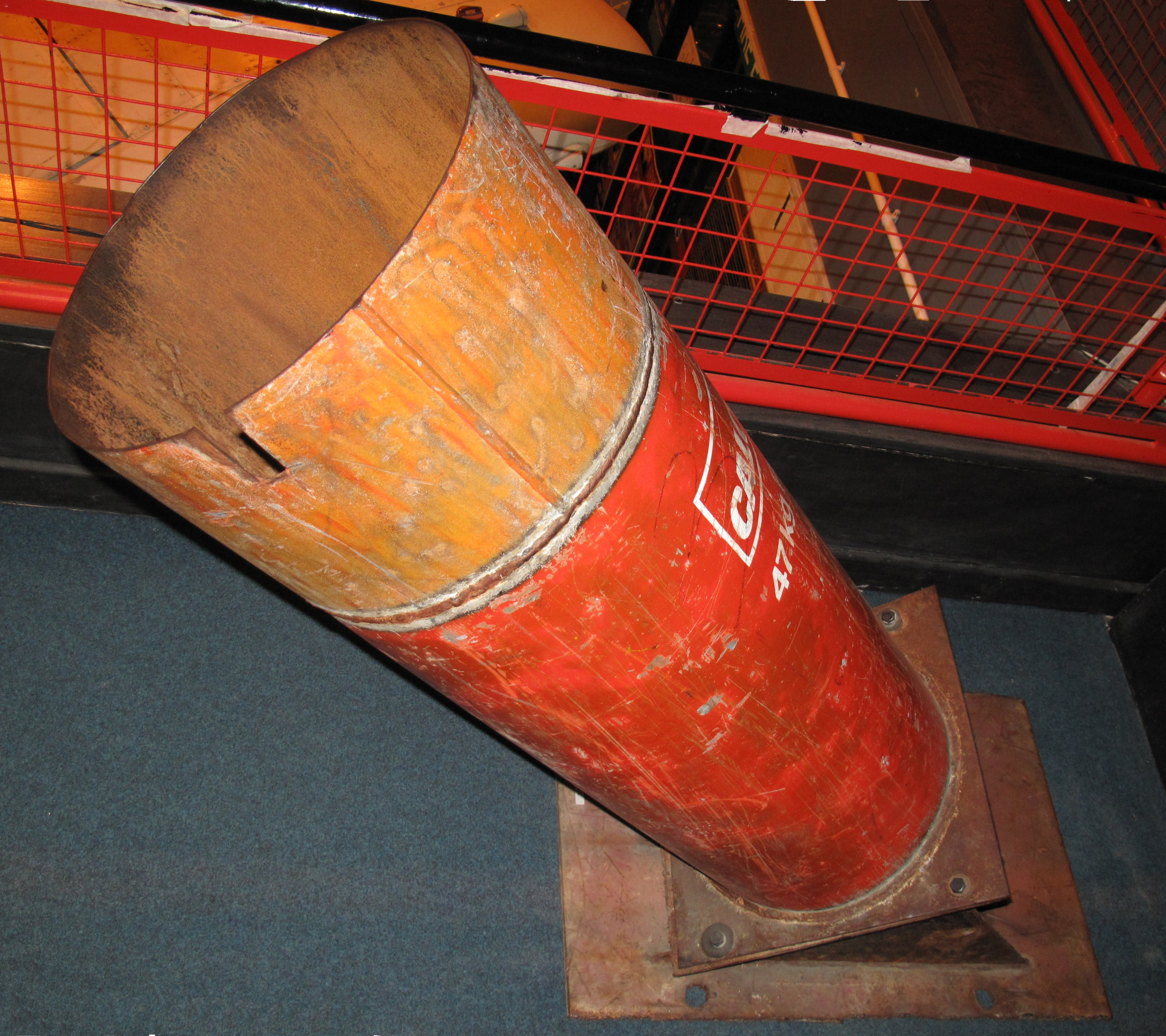
Moździerz barrack buster opracowany przez PIRA i wykorzystywany przez organizację w zamachach

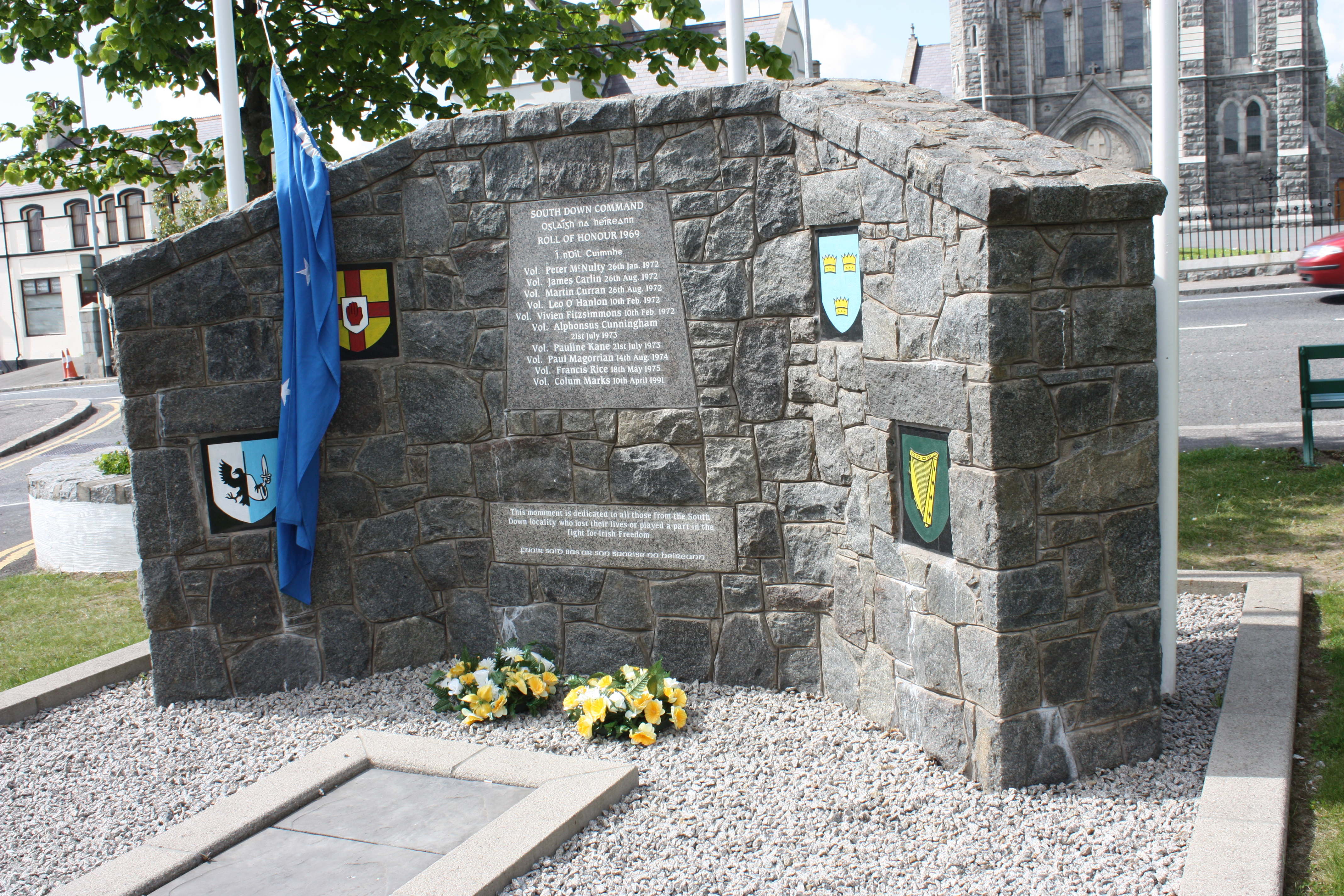
Pomnik poświęcony PIRA w Castlewellan

- 6 lutego 1971 roku aktywiści PIRA zastrzelili brytyjskiego żołnierza (był to pierwszy wojskowy zamordowany przez grupę)[3].

- 23 maja 1971 roku PIRA przeprowadziła pierwszy zamach bombowy[3].

- 22 lutego 1972 roku oddział szturmowy PIRA zabił siedmiu wojskowych w koszarach Aldershot[7].

- W 1979 roku PIRA zorganizowała udany zamach na emerytowanego brytyjskiego admirała Louisa Mountbattena na jachcie w zatoce Donegal w Irlandii. W zamachu zginęły także dwie inne osoby[3].

- 12 października 1984 roku PIRA podłożyła bombę w hotelu Grand w Brighton, gdzie politycy Partii Konserwatywnej, w tym premier Margaret Thatcher, szykowali się na doroczną konferencję partii. Eksplozja zabiła 4 osoby, a ponad 30 raniła[3][8].

- 9 lutego 1996 roku terroryści przeprowadzili zamach bombowy w Londynie. Zginęły 2 osoby, a ponad 100 zostało rannych[3].

- 15 czerwca 1996 terroryści zdetonowali 1,5-tonową bombę w centrum Manchesteru, największy ładunek wybuchowy na brytyjskiej ziemi od czasów II wojny światowej. Ponad 200 osób zostało rannych, a ponad 75.000 osób ewakuowano[9].

- 24 lutego 1996 roku terroryści podłożyli bombę pod most w londyńskim Hammersmith. Eksplodował jedynie zapalnik, wybuch spowodował więc niewielkie zniszczenia materialne[3].

- W 2004 roku członkowie PIRA napadli na dwa banki w Belfaście[3].

## Kontakty zagraniczne
Otrzymywała wsparcie od reżimu Mu’ammara al-Kaddafiego z Libii. Terroryści otrzymali od Libijczyków broń, amunicję, ładunki wybuchowe, a nawet rakiety ziemia-powietrze. Libia prowadziła także szkolenia aktywistów PIRA. Ważnym sponsorem działalności PIRA była społeczność irlandzka w USA. 
Zdaniem Secret Intelligence Service w pierwszej połowie lat 90. dozbrajana i finansowana była przez rząd Iranu. Pośrednikiem pomiędzy Irańczykami a PIRA miała być grecka Organizacja Rewolucyjna 17 listopada.
Jak podaje Departament Stanu Stanów Zjednoczonych, formacja otrzymywała pomoc ze strony Organizacji Wyzwolenia Palestyny (OWP). OWP przekazywała PIRA broń i prowadziła szkolenia jej członków.
Od lat 70. notowano kontakty pomiędzy PIRA a baskijską ETA.
Według doniesień brytyjskiej policji członkowie PIRA mieli szkolić partyzantów grupy Rewolucyjne Siły Zbrojne Kolumbii (FARC).

## Liczebność
Ma od kilkuset do tysiąca członków.

## Ideologia
Jest organizacją nacjonalistyczną, republikańską i lewicującą. Jej pierwotnym celem ideologicznym była zjednoczona Irlandia o demokratycznym, socjalistycznym i federacyjnym systemie rządów. W 1982 roku grupa zreformowała program. Zniesiono punkt mówiący o federacji i uznano, że Irlandia Północna powinna zostać włączona do reszty wyspy.
Grupa deklarowała, że celem jej ataków są struktury państwa brytyjskiego, a nie zwykli obywatele kraju. W praktyce protestanccy cywile często padali ofiarami jej zamachów.

## Jako organizacja terrorystyczna
Figuruje na listach organizacji terrorystycznych Departamentu Stanu USA i Wielkiej Brytanii.